# Duhovniško posvečenje
Duhovniško posvečenje oziroma ordinacija je druga stopnja Zakramenta svetega reda, pri katerem dobi kandidat Božjo milost za opravljanje duhovne službe v Cerkvi. 
Duhovniško posvečenje se podeljuje s polaganjem rok, zato se imenuje tudi hirotonija (grško: starogrško χειροτονια [hirotonia] - polaganje rok).
Zakrament posvečenja lahko podeljuje samo škof nadškof, kardinal (teoretično tudi papež), torej tisti, ki je sam že prejel najvišjo stopnjo zakramenta svetega reda. 
V Rimskokatoliški in v pravoslavnih Cerkvah je zakrament duhovniškega posvečenja rezerviran samo za moške. V Anglikanski cerkvi posvečujejo tudi ženske duhovnice. Tudi večina ostalih protestantskih Cerkva pozna moško in žensko duhovništvo, vendar postavitve duhovnika večinoma ne štejejo za zakrament.
Številne krščanske skupnosti postavljajo kot pogoj za duhovniško posvečenje (vsaj na višjih stopnjah) neporočenost oz. celibat.

### Diakonsko posvečenje
Prva stopnja zakramenta svetega reda se imenuje diakonsko posvečenje ali diakonat. Prejemnik te stopnje svetega zakramenta postane diakon in lahko izvaja nekatera osnovna bogoslužna opravila: lahko vodi besedno bogoslužje, obhaja vernike, krščuje ter podeljuje blagoslove. V Rimskokatoliški cerkvi lahko opravlja tudi cerkvene poroke.
Diakonsko posvečenje lahko (v katolištvu in v pravoslavju) prejme tudi moški, ki je že poročen. V katolištvu to pomeni, da mora ostati stalni diakon in ne more postati duhovnik, saj je za duhovnike-mašnike obvezen celibat. Diakonsko posvečenje je pogosto le prva stopnja v posvetitvi za duhovnika.

## Duhovniško posvečenje
Druga stopnja zakramenta svetega reda se imenuje duhovniško posvečenje ali prezbiterat. Prejemnik te stopnje posvečenja postane duhovnik oziroma prezbiter in lahko izvaja vsa glavna bogoslužna opravila: vodi sveto mašo in podeljuje zakramente, razen duhovniškega posvečenja. Sveto birmo lahko podeljuje samo z izrecnim škofovim dovoljenjem.
Čez nekaj dni duhovniškemu posvečenju sledi t.i. »nova maša«, tj. prva maša, ki jo ima novi duhovnik ponavadi v  župnijski cerkvi svoje domače župnije, lahko pa tudi drugod.
Duhovnik lahko opravlja različne službe (ki pa ne štejejo kot različne stopnje posvečenja), na primer: župnik (vodja župnije), kaplan (župnikov pomočnik), dekan (predstojnik dekanije) ...